# Музей катастроф на водах
Музе́й катастро́ф на во́дах — знаходиться у селі Малоріченське (Велика Алушта, Автономна Республіка Крим).
Створений у Меморіальному комплексі «Пам'яті загиблих на водах», що включає в себе храм Святителя Миколи Мірлікійського та Музей катастроф на водах.
Експозиція музею присвячена найтрагічнішим сторінкам розвитку мореплавання — катастрофам на водах, які спричинили численні людські жертви. Музей розташовується в 17 приміщеннях (1000 м²), кожне з яких оповідає про найбільш резонансні трагедії на водах Світового океану.
Оригінальне рішення експозиції музею дозволяє «пройтися» по палубі «затонулого корабля», увійти до його «трюмів», переходити з відсіку в відсік.
У музеї демонструються: документально-хронікальні фільми про трагедії на водах, архівні відеозаписи, свідчення очевидців.
Автор архітектурно-художньої концепції Музею катастроф на водах — Заслужений діяч мистецтв України, Член Національної спілки художників України — Борис Дєдов, за участю Народного художника України — Анатолія Гайдамаки. Всі архітектурно-художні роботи виконані підприємством ПКМ «АРТ-центр», м. Чернігів.

## Галерея